# Мацюк, Ия Павловна
Ия Павловна Мацюк (урожд. Хомайко, во втором замужестве — Грицай; 3 марта 1920 — 29 сентября 2008) — украинская советская, затем эмигрантская певица (лирико-драматическое сопрано). Сценический псевдоним — Исори.

## Биография

### Детство и юность
Будущая певица родилась 3 марта 1920 года в Каменце-Подольском в семье Павла и Елизаветы Хомайко. Отец Павел Васильевич работал землемером. У Ии был старший брат Аркадий и младший брат Николай. Павел Хомайко имел приятного тембра голос (баритон) и любил петь украинские народные песни. По воспоминанием дочери, он был лично знаком с Фёдором Шаляпиным и длительное время переписывался с ним.
Ия училась во второй трудовой школе, которая размещалась в стенах бывшей Мариинской женской гимназии, где в своё время учились такие деятели оперной сцены, как Лидия Липковская и Зинаида Рыбчинская.
Ия часто посещала драматический театр, а, окончив школу, стала принимать участие в его работе, выступая преимущественно в певчих ролях. Отец настоял, чтобы дочка ехала учиться в Харьков, где у него была семья. Там Ия находилась в 1939—1941 годах, а в Каменец-Подольский вернулась летом 1941 года, когда город уже захватили нацисты.

### На сцене
В начале осени 1941 года Ия познакомилась с Любомиром Мацюком, который в августе прибыл в Каменец-Подольский в составе походной группы ОУН, чтобы вести в городе просветительскую работу для возрождения идей государственности украинского народа. В Каменце-Подольском Любомир занимался организацией хоров и музыкально-театральных действ. Именно во время работы с театральной группой он подружился с Ией и обратил внимание на красивый тембр её голоса.
2 февраля 1942 года Ия Хомайко дебютировала на сцене городского театра им. Т. Шевченко в пьесе «Сорочинская ярмарка» в роли цыганки. 28 февраля Хомайко сыграла в спектакле «Шалапут». В это время Любомир Мацюк стал директором Украинского национального театра г. Проскурова. Через некоторое время Л. Мацюк посетил Каменец-Подольский, чтобы пригласить местных актёров переехать в Проскуровский театр.
В июле 1942 года Ия Хомайко впервые дебютировала на сцене Проскуровского театра в пьесе «Сватовство на Гончаровке» в роли Ульяны. Уже в августе на сцене Проскуровского драматического украинского театра в постановке оперетты «Запорожский клад» Мацюк и Хомайко исполнили свои песни. Когда Любомир и Ия спели дуэтом, то поняли, что у них есть слаженность голосов. Кроме того, после общения с Любомиром Ия стала настоящим патриотом всего украинского.
Вскоре гестапо начало борьбу с галицкими посланниками. Любомиру угрожала опасность, поэтому он отправился в дорогу, уговорив Ию ехать во Львов учиться искусству вокала. После прослушивания её приняли в Музыкальный институт имени Николая Лысенко в класс Одарки Бандровской. Под руководством профессионального педагога Ия быстро набиралась знаний и навыков пения, особенно слаженно петь в дуэте с Любомиром. В 1943 году они поженились. Свадьбу сыграли в Унятичах — родном селе жениха.
Окончив Высший музыкальный институт имени Николая Лысенко во Львове, совершенствовала мастерство в Вене. С 1945 года выступала в ФРГ, в 1947—1958 годах — в Бразилии, с 1958 года — в США.
Разведясь с Любомиром Мацюком, второй раз вышла замуж за инженера Тараса Грицая (умер 11 декабря 1987 года).
Умерла 29 сентября 2008 года в городе Сарасота (штат Флорида, США). Останки покойной были перевезены и захоронены 16 декабря у её покойного мужа Тараса на Украинском православном кладбище святого Андрея Первозванного в Саут-Баунд-Бруке.